# イマヌエル・カント
イマヌエル・カント（Immanuel Kant ドイツ語: [ɪˈmaːnu̯eːl ˈkant, -nu̯ɛl -]、当て字は「韓圖」、1724年4月22日 - 1804年2月12日）は、プロイセン王国の哲学者であり、ケーニヒスベルク大学の哲学教授である。
『純粋理性批判』、『実践理性批判』、『判断力批判』の三批判書を発表し、人間の認識構造を吟味・批判する批判哲学を提唱して、認識論における、いわゆる「コペルニクス的転回」をもたらした。
理性を「理論理性」と「実践理性」に分け、更に「判断力」で補足するその独特な認識論的枠組みを以て、認識論における理性主義（合理論）と経験主義（経験論）の関係を調停したのみならず、(ニュートン的) 古典力学 (機械論) 及び (アリストテレス的) 古典論理学と、(プラトン的) 古典形而上学 (イデア論・神学)・倫理学や近代的自然権 (人権) 思想・自由主義・平等主義・個人主義、更に美学や生物学などを、総合し、秩序づける (住み分け・共存・両立させる) ことに成功した。
しかし、その枠組みの妥当性を巡って、ドイツ観念論やショーペンハウアーなど、様々な異論を招くこととなった。

## 生涯[2]

### 前批判期
イマヌエル・カントは1724年、東プロイセンの首都ケーニヒスベルク（現ロシア領カリーニングラード）で馬具職人の第四子として生まれた。生涯のほとんどをその地で過ごしそこで没した。両親はルター派の敬虔主義を信仰していた。1732年、敬虔派宿泊施設であるフリードリヒ校に通学し始める。当校ではラテン語教育が重視されたほか、哲学は正規授業としてあり、ヴォルフ派の哲学が教えられていた。1740年にケーニヒスベルク大学に入学する。入学後次第にニュートンの活躍などで発展を遂げつつあった自然学に関心が向かい、哲学教授クヌッツェンの影響のもと、ライプニッツやニュートンの自然学を研究した。
1746年、父の死去にともない大学を去る。学資が続かなくなったのに加えて、最近の研究ではクヌッツェンにその独創性を認められなかったことも大学を去る動機になったと推定されている。この時に哲学部にドイツ語の卒業論文『活力測定考』（1749刊行）を提出している。卒業後の7年間はカントにとっては苦しい時期で、ケーニヒスベルク郊外の2、3の場所で家庭教師をして生計をたてていた。
1755年春、『天界の一般的自然史と理論』を刊行するが、印刷中に出版社が倒産したため、極少数のみが公刊された。この論文でカントは太陽系が星雲から生成されたと主張しており、この学説は1796年にラプラスが唱えた理論と似ていたため、19世紀にはカント・ラプラス理論と呼ばれた。4月にはケーニヒスベルク大学哲学部に哲学修士の学位取得のため、ラテン語論文『火について』を提出し、6月12日に修士学位を取得。9月27日、就職資格論文『形而上学的認識の第一原理の新解明』で公開討議をおこない擁護に成功。冬学期より、同大学の私講師として職業的哲学者の生活に入る。カントの哲学者としての道のりは、『純粋理性批判』出版の以前と以後に区分され、前批判期と批判期と区別される。
1756年、恩師クヌッツェンの逝去（1751）により欠員が出た論理学・形而上学教授職授の地位を得るため、『自然モナド論』を執筆。当時、正教授就任のためには少なくとも3つのラテン語論文を執筆し、公開討論審査で擁護しなければならなかった。4月10日に公開討論会がおこなわれ、擁護に成功する。しかし、プロイセン政府がオーストリアとの七年戦争を開始し、財政的理由のため欠員補充をしない方針を打ち出したため、教授就任の話は白紙となった。
1764年、『美と崇高との感情性に関する観察』出版。直後の自家用本の書き込みによれば、カントは「何も知らない下層民を軽蔑していた」が、「ルソーがその私を正してくれた」。「私は人間性を敬うことを学ぶ」とある。1765年、「1765-66年冬学期講義計画公告」のなかではじめて理性批判のアイデアが公にされる。また同年より始まったランベルトとの書簡の中では、自然哲学と実践哲学の形而上学的原理の構想が開陳され、自らの「あらゆる努力は、主として形而上学の本来的方法を、この方法を通じてまた全哲学の方法を目標としている」と述べられている。1766年には、批判期の到来を予感させる『形而上学の夢によって解明された視霊者の夢』を出版。同書では、スウェーデンの視霊者・神秘主義者スヴェーデンボリが起こしてみせたと主張する超常現象を紹介すると同時に、現在の形而上学の粗野な方法論と来るべき展望について語られている。
1766年にケーニヒスベルク王立図書館副司書官に就任し、また博物美術標本室監督も兼任していたカントだったが、1769年にエアランゲン大学の論理学・形而上学教授に招聘されるが固辞、また1770年にはイェナ大学から哲学教授職への就任を打診されているが、これも辞退、最終的に1770年3月、46歳の時に、ケーニヒスベルク大学の論理学・形而上学正教授に任命された。同年8月11日には正教授就任論文『可感界と可想界の形式と原理』が公開審査にかけられ、遅くとも9月には出版。同書は「この後十年あまりにわたる沈黙と模索の期間をへて公にされることになる『純粋理性批判』に直接間接につながってゆく重要な構想のめばえを多く含むものであり、これを契機に〔…〕人間理性の限界の学としての形而上学という構想は、たんなる漠然とした模索の段階を脱して、着実な実現の緒についたといっても過言ではない」。後にこの時代を振り返ったカントは、1769年に「大きな光」が与えられたと述べており、それは一般的に空間と時間の観念性の発見であると考えられている。
『純粋理性批判』が出版されるまでの十年近い間は、先述のように「沈黙と模索の期間」であった。しかしその間、カントが机の前で沈思黙考し続けたと考えるわけにはいかない。むしろ大学業務は多忙になっていったと言えるだろう。1772年からは人間学講義が開講され、1776年には哲学部長に就任、同年夏学期の授業時間は週16時間にのぼっている。1779年冬学期には二度目の学部長就任、1780年にはケーニヒスベルク大学評議会会員となっている。そして1781年、カントの主著『純粋理性批判』がハレのハルトクノッホ書店より出版されることになった（以下『純理』と略記）。

### 批判期
今でこそ『純理』は近代哲学の基礎と目されることも多いが、この書物がすぐに哲学界を驚愕させ、思考の地平を一変させたと考えることはできない。『純理』はすぐに上梓されたが、反響はほとんどなく、売上も芳しくなかった。同時代の哲学者ハーマンやメンデルスゾーンにはもっぱら不評だったと言われている。そのうえ、1782年に雑誌『ゲッティンゲン学報付録』に出た匿名書評ではカントの思想がバークリの観念論と同一視されてしまっていた。そのためカントは翌1783年に出版した『プロレゴーメナ』や『純理』第2版「観念論反駁」の中で、こうした嫌疑をはらさざるをえなかった。同時代人の第一印象では、カントはバークリやヒュームと同様の懐疑論者とみなされたのである。
批判哲学のプロジェクトは『純理』以降、自然学・実践哲学（道徳論・法論）・美学・歴史哲学・宗教へと多岐にわたって展開される。とりわけ『純理』と『実践理性批判』（1788）、『判断力批判』（1790）を合わせた三つの書物は、慣例として「三批判書」と総称され、それぞれ『第一批判』、『第二批判』、『第三批判』と称されることもある。自然学分野は『自然科学の形而上学的原理』（1786）や『判断力批判』第二部の中で展開され、実践哲学は『人倫の形而上学の基礎づけ』（1785）や『実践理性批判』（1788）、『人倫の形而上学』（1797）が主著となっている。美学については、同時代のバウムガルテンの影響を受けつつ大きく議論を展開させた『判断力批判』第一部が読まれなければならない。
批判期以降、カントは様々な論争に巻き込まれ、また自ら論争に介入していった。特に論争の場として重要だったのは、1783年にゲディケとビースターによって創刊された雑誌『ベルリン月報』である。カントは十数本の論文を『ベルリン月報』に掲載しているが、そのなかには「敢えて賢かれ、自らの悟性を用いる勇気を持て」という言葉が有名な小論「啓蒙とはなにか」（1784）も含まれている。この問いかけもまた、論争の産物だと言ってよい。同時期のプロイセンではフリードリヒ大王のもと、「啓蒙」の有用性とその限界が議論されていたからである。また、1785年にはヘルダーの『人類史の哲学の理念』（1784-91）をめぐって、カントはヘルダーと論争を繰り広げている。他にも、スピノザ主義をめぐってレッシングやヤコービ、メンデルスゾーンらが繰り広げた汎神論論争に加わってもいる（「思考の方向を定めるとはどういうことか」（1786））。
1786年、カントは3月にケーニヒスベルク大学総長に就任した。同年8月にはフリードリヒ大王が崩御し、代わってフリードリヒ・ヴィルヘルム二世が即位する。前代が啓蒙君主と呼ばれるほどフランス啓蒙哲学に通じ、自らの宮殿にヴォルテールやラ・メトリを呼び寄せたほどだったのに対し、この新しい君主は守旧的であり、宗教神秘主義にも傾倒していた。1788年には宗教・文教行政を担っていた法務大臣ヴェルナーが宗教検閲を発布し、1792年にはカントが『ベルリン月報』に発表した「人間の本性における根源悪について」が検閲に引っかかってしまった。この論文は検閲を通過したものの、次の「人間の支配をめぐる善現理と悪原理の戦いについて」は出版不許可の決定を受けた。両論文は1793年には『単なる理性の限界内における宗教』として発表されるが、1794年にはカントの宗教論が有害だという勅令が出され、カントは宗教・神学に関する講述を禁じられてしまう。
カントはこうした検閲や勅令に粛々と従っていたが、他方で1789年に勃発したフランス革命については、それがジャコバン独裁を経て過激化していった時代にもなおそれを称賛していた。国際政治情勢が激動する時代にあって、カントはそれに呼応するかのように、「理論では正しいかもしれないが実践の役には立たないという俗言について」（1793）や『永遠平和のために』（1795）、『人倫の形而上学』「第一部・法論の形而上学的定礎」などで共和制と国際連合について論じた。
カントは晩年、身体の衰弱に加えて思考力の衰えを感じつつも、自然科学の形而上学的原理から物理学への移行という課題に取り組みつづけた。この課題は完成されなかったが、一連の草稿は『オプス・ポストゥムム』として知られている。今で言う老年性認知症が進行する中、1804年2月12日にカントは逝去した。最後の言葉は、ワインを水で薄め砂糖を混ぜたものを口にしたときに発したという「これでよい（Es ist Gut）」であったと伝えられている。2月28日、大学墓地に埋葬される。カントは簡素な葬儀を望んだが、葬儀は二週間以上にわたって続き、多くの参列者が死を悼んだ。

## 思想

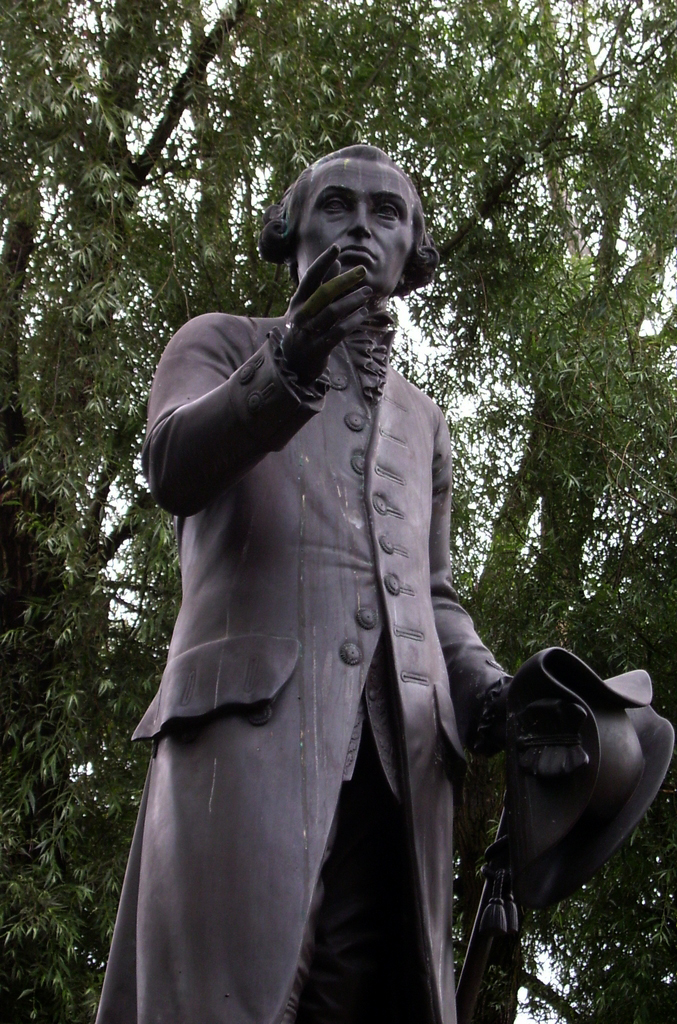
ロシアのカリーニングラードにあるカント像

### 概説
一般にカントの思想はその3つの批判の書（『純粋理性批判』『実践理性批判』『判断力批判』）にちなんで批判哲学と呼ばれる。ただ、カントが批判（Kritik）ということで企図していたのは、真の哲学のための準備・予備学であった。批判哲学が完成し、人間の理性能力の限界が確定された上ではじめて、真の形而上学としての哲学が築かれるべきだからである。
カントの思想は前批判期と批判期以後に大別される。前者は、『純理』刊行（1781）前、初期の自然哲学論考から就職論文『可感界と可想界の形式と原理』（1770）までを指す場合が多い（ただし、カントの批判哲学の着想の時期がいつだったのかについては、論争がある）。後者は、『純理』刊行以降、三批判書を含む著作以降を指す。

### 前批判期の仕事
初期のカントの関心は自然哲学にむかった。特にニュートンの自然哲学に彼は関心をもち、『引力斥力論』などニュートンの力学（ニュートン力学）や天文学を受容した上でそれを乗り越えようとする論文を書いた。自然哲学においてはことに星雲による太陽系成立について関心を示した（星雲説）。そこでは銀河系が多くの恒星が重力により集まった円盤状の天体であると正しく推論している。また1755年のリスボン大地震から受けた衝撃で、地震の発生メカニズムに関する論文を書いている。そのメカニズム自体はその後誤りとされたが、地震を超自然によるものではなく自然によるものと仮定して考える先駆的な試みと考えられている。
一方で、カントはイギリス経験論を受容し、ことにヒュームの懐疑主義に強い衝撃を受けた。カントは自ら「独断論のまどろみ」と呼んだライプニッツ＝ヴォルフ学派の形而上学の影響を脱し、それを経験にもとづかない「形而上学者の夢」とみなすようになる（『視霊者の夢』）。自然科学と幾何学の研究に支えられた経験の重視と、そのような経験が知性の営みとして可能になる構造そのものの探求がなされていく。また、カントはルソーの著作を読み、その肯定的な人間観に影響を受けた。これは彼の道徳哲学や人間論に特に影響を与えた。
こうして、知性にとって対象が与えられるふたつの領域とそこでの人間理性の働きをあつかう『可感界と可想界の形式と原理』（1770）が書かれる。この時点で後年の『純粋理性批判』（1781）の基本的な構想はすでに現れていたが、それが一冊の本にまとまるまでには長い年月を要することになる。

### 批判哲学
「批判 Kritik」とは、理性・悟性・感性・判断力からなる人間の認識能力の限界と能力を確定し、それぞれに相応しい役割を規定する企てである（「批判」という意味の英単語"critic"の由来となったギリシア語の"krino"は、良い物を選別（＝吟味）するという意味）。『純理』においては、人間の認識が感性と悟性の協働によってのみ可能であり、経験的認識において純粋理性は統制的使用のみにその使用が制限される一方、『実践理性批判』では、それと同一の純粋理性が人間の道徳性の根幹をなす能力を持ち、そこにこそ理性の可能性が秘められているということが明らかにされる。また、『判断力批判』では経験（現象界）と理念（叡智界）を媒介する能力として判断力が研究され、第一部では美感的判断力、第二部では目的論的判断力の原理が論じられる。

#### 認識論
カントによれば、人間の認識能力は感性と悟性の二つの源泉からなる。感性は直観する能力であり、悟性は思考する能力であるが、それぞれに純粋な形式（直観の形式は空間と時間、思考の形式は12 の純粋悟性概念（カテゴリー、すなわち範疇とも称する））がある。純粋悟性概念は時間限定たる図式(schema)によってのみ感性と関係する。
我々はこの二つの認識源泉の協働によってのみ対象を認識し得る。したがって我々に「直観」として与えられ得ない理性概念は、我々の認識の対象ではあり得ない。理性推理による理念はいわば絶対者にまで拡張された純粋悟性概念である。神あるいは超越者がその代表例であり、これをカントは物自体(Ding[e] an sich selbst)と呼ぶ。
いわゆる二律背反においては定立の側では完全な系列には無制約者が含まれると主張される。これに対し、反定立の側では制約が時間において与えられた系列には被制約者のみが含まれると主張される。このような対立の解決は統制的ではあっても構成的ではない理念に客観的実在性を付与する超越論的すりかえを避けることを必要とする。理念は与えられた現象の制約系列において無制約者に到達することを求めるが、しかし、到達して停滞することは許さない規則である。
なお、『プロレゴメナ』によれば、純粋悟性概念はいわば現象を経験として読み得るように文字にあらわすことに役立つもので、もしも、物自体に関係させられるべきものならば無意義となる。また、経験に先行しこれを可能にする超越論的(transzendental)という概念はかりに上記の概念の使用が経験を超えるならば超越的(transzendent)と呼ばれ、内在的(immanent)すなわち経験内に限られた使用から区別される。

#### 倫理学
理性概念が（直観を欠くために）理論的には認識されえず、単に思惟の対象にすぎないことが『純粋理性批判』において指摘されたが、これら理性理念と理性がかかわる別の方法が『実践理性批判』において考察されている。『実践理性批判』は、純粋実践理性が存在すること、つまり純粋理性がそれだけで実践的であること、すなわち純粋理性が他のいかなる規定根拠からも独立にそれだけで充分に意志を規定しうることを示すことを目標としている。
カント道徳論の基礎であるこの書において、人間は現象界に属するだけでなく叡智界にも属する人格としても考えられ、現象界を支配する自然の因果性だけでなく、物自体の秩序である叡智界における因果性の法則にも従うべきことが論じられる。カントは、その物自体の叡智的秩序を支配する法則を、人格としての人間が従うべき道徳法則として提出する。
道徳法則は「なんじの意志の格律がつねに同時に普遍的立法の原理として妥当するように行為せよ(Handle so, daß die Maxime deines Willens jederzeit zugleich als Prinzip einer allgemeinen Gesetzgebung gelten könne.)」という定言命法として定式化される。
カントは純粋理性によって見出されるこの法則に自ら従うこと（意志の自律）において純粋理性が実践的に客観的に実在的であることを主張し、そこから自由の理念もまた実践的に客観的実在性をもちうると論じた。道徳法則に人間が従うことができるということが、叡智界にも属する存在者としての人間が自然的原因以外の別の原因を持ちうる、すなわち自由であるということを示すからである。
また、神・不死の理念は、有徳さに比例した幸福（すなわち最高善）の実現の条件として要請される。

#### 美学・目的論
最後にカントは狭義の理性ではないが、人間の認識能力のひとつ判断力について考察を加え、その一種である反省的判断力を「現実をあるカテゴリーの下に包摂する能力」と定式化し、これを美的（直感的）判断力と目的論的判断力の二種に分けて考察を加えた。これが『判断力批判』である。この書は、その後展開される実践論、美学などの基礎として評価されている。またハンナ・アーレント以降、『判断力批判』を政治哲学として読む読み方が提示され、現代哲学においてカントの占める位置は極めて重要であるといえよう。
批判期以降のカント（後批判期）は、ふたたび宗教・倫理学への関心を増した。とくにフランス革命にカントは重大な衝撃を受け、関心をもってその推移を見守っていた。後期著作の道徳論や人間論にはその知見が投影されている。その道徳論は義務論倫理として現在の二大規範倫理学の一方をなしている。

### 歴史哲学
カントは人類の歴史を、人間が己の自然的素質を実現するプロセスとして捉える。人間にとっての自然的素質とは、本能ではなく理性によって幸福や完璧さを目指すことである。

### 法哲学・政治哲学
カントの法哲学・政治哲学の最も体系的な著作は『人倫の形而上学』「第一部・法論の形而上学的定礎」（1797）である。『人倫の形而上学』においては人倫の領域中、法と徳が区別され、法は法則と外的行為の一致として定義され、内面の動機と法則との一致は度外視される。「法論」はいわゆる自然法学の系譜に連なるものであり、自然状態における私法と市民状態における公法の二部門から成り立っている。自然法は理性によってア・プリオリに認識されるものであり、自然法が前提とされなければ実定法の権威は打ち立てられない。「法の普遍的原理」は「どのような行為も、その行為が、もしくはその行為の格率にしたがった各人の選択意志の自由が、万人の自由と普遍的法則にしたがって両立することができるならば、正しい」というものである。この原理にしたがって、各人には生得的な権利として、他者の選択意志の強要からの独立という意味での自由が認められる。生得的自由権が内的権利（内的な私のもの）と呼ばれるのに対し、取得を通じて獲得される権利が外的権利（外的な私のもの）と呼ばれ、「法論」の第一部「私法」では物権・債権・物権的債権という権利が論じられている。

カントの議論において特徴的なのは、ホッブズやプーフェンドルフ、ロックらと違って、自然状態を経験的な人間本性の観察から導かず、むしろア・プリオリな理念として考察したところにある。単に国家が存在しない状態における人間相互の関係性を考察し、そこにおける法のあり方を捉えたのだ。その結果、自然状態はア・プリオリに非・法的な状態として記述されることになり、そこからの脱出が義務化される。
「経験から我々は、人間の暴力という格率を知り、そして外的な権力を持つ立法が現れる前には互いに争い合うものだという人間の悪性を知るが、しかしそうした経験があるから、それゆえそうした事実があるから、公的な法則による強制が必然的になるというわけではない。むしろお望み通り人間が善なるもので、法を愛するものだと考えるとしても、次のことはこうした（非・法的な）状態という理性理念の中にア・プリオリに含まれている。すなわち、公的な法則が存在する状態に達する前には、結合した人間や諸国民や諸国家は、決して互いの暴力から安全ではありえず、しかもこれは、自分にとって正しくまた良いと思われることをし、他人の意見に左右されないという各人固有の権利から生じる、ということである」。
自然状態の脱出後に設立されるべき国家は、まさに自然状態のこうした不正を解消するような国家でなければならない。カントはそうした国家がどのようなものであるかを、一切の経験に依存せずに論じている。カントの国家論はこうして理性からア・プリオリに導かれた「理念の国家（Staat in der Idee）」、言い換えれば国家の「規範（Richtschnur, norma）」の役割を果たす。政体論としては、市民が立法権を持ち、立法権・執行権・裁判権が分離した「共和制 Republik」が規範的に優位なものとして展開される。このような理念の国家が可能であるとすれば、それにもやはり起源を考えることができる。カントの社会契約論においては、現実の国家の設立の起源ではなく、純粋に仮説的に考えられた理性起源が問題となっている。カントは社会契約を「根源的契約（ursprünglicher Kontrakt）」と呼ぶが、それは「本来、国家の理念であり、これを基準にしてのみ、国家の適法性を考えうることができる」。
国内の法規範を司る国法に対し、カントはさらに国家間を司る国際法、国家とそれに属さない人々の関係を司る世界市民法を「法論」の中で論じている。人々の間の自然状態が国家設立によって解消されるのと同様に、国家間の自然状態も解消されるべき課題だが、カントはドメスティック・アナロジーに必ずしも従っていない。すなわち、諸国家間において主権を持った世界大の一つの国家を設立することは規範的に否定される。むしろカントは自由な国家の連合を推奨し、それが国際連盟結成のための思想的基盤を用意したとしばしば考えられている。『永遠平和のために』では、当時の中国や江戸日本の鎖国政策が、世界市民法の観点から評価されている。

### 宗教哲学
カントは宗教を、道徳の基礎の上に成り立つべきものであるとしている。神は、幸福と徳の一致である「最高善」を可能にするために要請される。この思想は理性宗教の立場であるが、啓示宗教を排除しようというものではない。

#### 反ユダヤ主義
カントはヴォルテールなどと同様に反ユダヤ主義の思想を持っていたことでも知られている。カントは『たんなる理性の限界内の宗教について』において、「ユダヤ教は全人類をその共同体から締め出し、自分たちだけがイェホヴァーに選ばれた民だとして、他のすべての民を敵視したし、その見返りに他のいかなる民からも敵視されたのである」と、ユダヤ教の選民思想について批判している。
また晩年の「実用的見地における人間学」においては、ユダヤ人は「追放以来身につけた高利貸し精神のせいで、彼らのほとんど大部分がそうなのだが、欺瞞的だという、根拠がなくもない世評を被ってきた」として、ユダヤ人は保護を受けている国に対してその国の国民を欺いたり、また自分たち同士をさえ欺いて利益を得ていると非難している。
またカントは『諸学部の争い』で、ユダヤ人がキリスト教を公に受け入れれば、ユダヤ教とキリスト教の区別を消滅させることができて、ユダヤ教は安楽死できると述べている。
カントはメンデルスゾーンなどユダヤ人哲学者と交流していたが、このようにユダヤ教とユダヤ人を否定的に理解していた。オットー・ヴァイニンガーはカントの『人間学』の一節を「世界文学のなかでもっとも反ユダヤ的なテクスト」であると批判している。レオン・ポリアコフはカントは人種差別主義的というより、キリスト教的な反ユダヤ主義であったと論じている。

### 人間学
カントは、哲学には、「わたしは何を知ることができるか」（Was kann ich wissen？）、「わたしは何をなすべきか」（Was soll ich tun？）、「わたしは何を望むことが許されるか」（Was darf ich hoffen？）、「人間とは何か」（Was ist der Mensch？）という4つの問題に対応する4つの分野があるとした上で、最後の問題について研究する学を「人間学」であるとした。高坂正顕は、カント哲学の全体を人間学の大系であるとしている。

#### 人間の尊厳
カントにとって「尊厳」という価値は「道徳性」つまり「自立」「普遍的立法を内容とした格率を自らの格率としていること」の価値である。
人間がどのような存在なのかという問題に関して、次のように述べている。
すべてのものは、価値をもつか、それとも尊厳をもつか、そのいずれかである。価値をもつものは、何か別の等価物で代替できる。ところが、それとは逆に、一切の価格を超越した崇高なものは、したがっていかなる等価物も許さないものは、尊厳をもつ—カント,2000,74ページ

### 地理学
カントはケーニヒスベルク大学で1765年から自然地理学の講義を担当し、地理学に科学的地位を与えた。カントは地理学と歴史学の違いを場所的記述を行うのが地理学で、時間的記述を行うのが歴史学であるとした。この見解は後世の地理学者の常識となった。
また、「道徳地理学」（Die moralische Geographie）の講義では、日本とラップランドで親殺しをした子に対する刑罰が異なる、具体的には日本では子の家族もろとも極刑に処されるが、ラップランドでは働けなくなった父を殺すことは母が子を扶養するならば許される、という事例を用いて、地理的環境が異なれば倫理や道徳も異なると説いた。

#### 人種論
カントは現代の国際的な自由主義の発展に多大な貢献をしたことでも知られているが、他方で近年は、カントの人種理論（人種学）には白人至上主義などの問題点を指摘されており、科学的人種主義の父祖の一人とみなされている。
カントは1764年の『美と崇高との感情性に関する観察』において、アフリカの黒人と白人種との差異は本質的な差異であると論じている。
ここでカントが引用したデイヴィッド・ヒュームは、奴隷制に反対していた一方で、黒人などの白人以外の文明化されていない人種は、白人種のような独創的な製品、芸術、科学を作り出せないと述べていた。
このほかに、カントはアラビア人については、東洋で最も高貴で「アジアのスペイン人」といってよいが、冒険的なものへ退化した感情を持っているとしたり、ペルシア人は典雅で繊細な趣味を持っており、「アジアのフランス人」といってよいと述べている。日本人は極度の強情にまで退化しており、沈着、勇敢、死の軽視といった点で「アジアのイギリス人」といってよいと述べている。インド人は宗教において異様な趣味を持っており、中国人は太古の無知の時代以来の風習を保持しており、畏怖すべき異様さを持つとする。続けてカントは東洋人は人倫的な美についての観念を持たないと論じる。
さらに、女性は隷属状態にあるという黒人の国についてカントは以下のように述べる。
カントはこのように人種を論じた上で、現在のヨーロッパ人によって「美と崇高の正しい趣味」が花開いたのであり、教育によって古い妄想から解放され、すべての世界市民 (コスモポリタン)の人倫的感情が高まることを望んでいると論じた。
カントはその後も人種について研究を続けて、1777年の「様々な人種について」では人間は共通の祖先を持つとした。ほかに1785年の「人種の概念の規定」など様々な論文を書いている。
他方で、カントは以下に引用するように1756年から1796年まで続けられたケーニヒスベルク大学での講義『自然地理学』において、明確に白色人種の卓越性を論じ続けた。
ここでは、最劣等にアメリカ原住民を置いており、必ずしも黒人だけを最劣等に置いていたわけではないが、白人種を最優とすることについては生涯変化することはなかった。
この他にもカントは、ニグロは生まれた時は白く、陰茎と臍の周囲だけが黒いが、火傷や病気によって白くなるし、熱帯地方に住むヨーロッパ人（白人）は多くの世代を重ねてもニグロにはならないと述べたり、肌の黒さの原因はその地域の熱暑であるとしている。
このようにカントは多くの著作で白人優位主義を述べており、そこにイデオロギー的な意図があったわけではないにせよ、カントは明確に白人優位主義を述べる人種主義者であり、人種差別的な限界があると指摘されている
。
カントの人種学の研究は、ナイジェリア出身でポストコロニアル哲学者のE.C.エゼや、セレクベルハン（Tsenay Serequeberhan)、Mark Larrimore、Robert Bernasconi、ジャマイカ出身の政治哲学者C.W.ミルズ等によって発展してきた。エゼは、カントの政治的人間学は、ヨーロッパ的自己を中心にして、他の非ヨーロッパ人種の人間性を否定するという特殊性を前提として成立する人間の植民地化であり、普遍主義的なヒューマノイド(疑似人間)を抽象化させることによって成り立っていると主張し、カント研究界をドラマティックに切断した。セレクベルハンは、カントは、近代ヨーロッパが他の人間よりも優越しているという理念またはウソを作り上げた最も重要な哲学者の一人であるとした。
他方で、カントの人種論に偏見はなく、到る所で白人の横暴をつき、黒人の肩を持っているという指摘や、カントは人種の文化的生活を文化的な進歩の議論 において捉えており、人種の差異は必ずしも重要な意味を帯びるものではないと指摘されてもいる。クラインゲルドは1790年代にカントは心をいれかえて、人種理論との矛盾が完全に解消されたわけではないが、人種間のヒエラルキーについての観念は後退したとしている。

### 気象学
カントは気象において、1756年4月にケーニヒスベルクで「風の理論の説明に対する新たな注解（Neue Anmerkungen zur Erlauterung der Theorie der Winde）」を発表した。これは、風に関して以下の５つの考えからなっていた 。
1. 加熱が持続する限り、場所による加熱の違いは風を引き起こす。
2. 暖かい空気は、冷たい空気に置き換わる。
3. 赤道から極への風は、地球の自転により次第に西風になる。
4. 東風の貿易風も、同様に地球の自転による。
5. モンスーンは、3.の原因によっても説明される。

カントは、イギリスの気象学者ジョージ・ハドレーによる地球規模の風の考え方を発展させ、極向きの上層の流れが存在しているという結論に達し、この上層の風が地表風と接触するとき、さまざまな現象が起きると考えた 。これが大規模な風同士が接触して顕著な気象が起こることの初めての考えとなった。また、これら大気循環の原因に関する記述を含んだカントの自然地理学に関する教科書や講義ノートは19世紀になって出版され、広く使われた。カントの風に関する考えは、その後19世紀のドイツの気象学者・物理学者ハインリヒ・ドーフェが発展させ、イギリスのロバート・フィッツロイ提督が行ったイギリス気象局での気象予報の根拠の一つとなった。カントの気流同士の接触という考え方は、今日の気象学でいう前線という概念の元の一つとなった。

## エピソード

### 名と姿
カントの両親は、彼をエマヌエル（Emanuel）と名づけたが、長じてカントはヘブライ語を知り、その知識からイマヌエル（Immanuel）とみずから改名した（「イマヌエル」עמנואלとはヘブライ語で「神は我らと共にあり」という意味である）。カントの容貌については、弟子の証言によると、青く小さな、しかし輝く瞳をもった小柄な人物であった。身体は骨格、筋力ともにやや貧弱。正装する時には服が身体から滑り落ちるのを防ぐため、いわゆる「留め具」が欠かせなかったという。身体の割に頭は若干大きめだった。体躯は貧弱であったものの、有名な規則正しい生活習慣など健康管理に心を配り、顔色も良く、最晩年まで大きな病気とは無縁、没年齢も79歳10ヶ月と当時としてはわりあいに長寿であった。

### 青少年教育批判
カントは、規則で生徒たちを縛り上げる厳格な教育方針で知られたフリードリヒ学校に入学し、その教育方針を身をもって経験した。しかし、後に彼は、この学校の教育方針について批判を記した。啓蒙の哲学者カントの面目躍如と言える。

### 独身主義者カント
カントは生涯独身を通した。彼が哲学の道に入る契機となったニュートンも独身であったが、ニュートンの場合は、仕事に忙殺され恋愛の暇がなかったと言われる。カントの場合は、女性と距離を置き、積極的な求婚をしなかったためだとされる。真相は不明で、カントもまた、ニュートンのように仕事に忙殺されていた可能性も否めない。

### 教育者カント
カントはケーニヒスベルク大学の哲学教授となったが、その授業の様子を、当時の弟子のひとりであるヘルダーが伝えている。ヘルダーによれば、カントの講義は精彩に富み魅力あるものであった。カントはいきいきと語る熱心な教師であった。カントが旺盛な知的好奇心を持ち、その話題が豊かであったことからも、教師としてのカントの姿が彷彿とされる。

### 規則正しい人カント
カントは規則正しい生活習慣で知られた。早朝に起床し、少し研究した後、午前中は講義など大学の公務を行った。帰宅して、決まった道筋を決まった時間に散歩した。あまりに時間が正確なので、散歩の通り道にある家では、カントの姿を見て時計の狂いを直したと言われる。これは、カントの性格の一部でもあったようで、素行の悪さの故に従僕ランペを解雇したあと、新しい従僕になじめず、メモに「ランペは忘れ去られるべきである」と書き付けた。
ある日いつもの時間にカント先生が散歩に出てこないので、周囲の人々はなにかあったのかと騒ぎになった。実はその日、カントはジャン＝ジャック・ルソーの「エミール」を読みふけってしまい、いつもの散歩を忘れてしまったのであった。カントはルソーに関し、『美と崇高の感情に関する観察』への『覚書』にて「わたしの誤りをルソーが正してくれた。目をくらます優越感は消えうせ、わたしは人間を尊敬することを学ぶ」と述べている。

### 趣味人カントの食卓
規則正しい散歩の後、カントは、夕方から友人を集めて会食した。カントの論敵の一人であるヨハン・ゲオルク・ハーマンは、同時に親しい友人でもあり、しばしばこの食事会の客となった。カントは、ウィットに富む談話を好み、世界の最新情報にも通じ、その話題の広さには会食者も感嘆した。しかし、客が哲学の話題に触れると、露骨に嫌な顔をしたと言われる。
近くにいた人物の回想で、ヤハマン『カントの生涯』に、多くの逸話がある。

## 著作・論文・講義
カントの著作の全集（クリティカル・エディション）として現在最も一般的なものは、王立プロイセン学術アカデミー編集版（Kant's gesammelte Schriften. Hg. von der Königlich Preußischen Akademie der Wissenschaften, Berlin: G. Reimer und de Gruyter, 1910-）である。同版をもとにボン大学が電子版を公開しており、ウェブ上で閲覧できる（https://korpora.zim.uni-duisburg-essen.de/Kant/）。邦訳版全集としては、理想社版（1965-）と岩波書店版（1999-）がある。
- 1747年04月22日 - 『活力測定考』Gedanken von der wahren Schätzung der lebendigen Kräfte
- 1754年06月 - 「地球が自転作用によって受けた変化の研究」
- 1754年09月 - 「地球は老化するか、物理学的考察」Die Frage, ob die Erde veralte, physikalisch erwogen
- 1755年03月 - 『天界の一般的自然史と理論』Allgemeine Naturgeschichte und Theorie des Himmels
- 1755年04月 - 学位論文「火に関する若干の考察の略述」
- 1755年09月 - 就職論文「形而上学的認識の第一原理の新しい解釈」Principiorum primorum cognitionis metaphysicae nova dilucidatio
- 1756年01月 - 「地震原因論」Von den Ursachen der Erdenschütterungen bei Gelegenheit des Unglücks, Welches die westliche Länder von Europa gegen das Ende des vorigen Jahres betroffen hat
- 1756年 - 「地震におけるきわめて注目すべき出来事について」
- 1756年 - 「続地震論」
- 1756年04月 - 「物理的単子論」Metaphysicae cum geometria iunctae usus in philosohia naturali, cuius specimen I. continet monadologiam physicam
- 1756年04月 - 「風の理論の説明のための新たな註解」
- 1757年04月 - 「自然地理学講義草案および予告」Entwurf und Ankündigung eines collegii der physischen Geographie nebst dem Anhange einer kurzen Betrachtung über die Frage: ob die Westwinde in unsern Gegenden darum feucht seinen, weil sie über ein großes Meer streichen.
- 1758年04月 - 「運動および静止の新説」
- 1758年10月 - 「オプティミズム試論」
- 1762年 - 「三段論法の四つの格」
- 1763年 - 『神の存在の唯一可能な証明根拠（ドイツ語版、英語版）』
- 1763年 - 「負量の概念を哲学に導入する試み」Versuch den Begriff der negativen Größen in die Weltweisheit einzuführen
- 1764年 - 『美と崇高の感情にかんする観察（英語版）』Beobachtungen über das Gefühl des Schönen und Erhabenen
- 1764年 - 「頭脳の病気に関する試論」Versuch über die Krankheiten des Kopfes
- 1764年 - 『自然神学と道徳の原則の判明性』Untersuchung über die Deutlichkeit der Grundsätze der natürlichen Theologie und der Moral
- 1766年 - 『形而上学の夢によって解明された視霊者の夢』Träume eines Geistersehers, erläutert durch Träume der Metaphysik
- 1768年 - 「空間における方位の区別の第一根拠」Von dem ersten Grunde des Unterschiedes der Gegenden im Raum
- 1770年 - 『可感界と可想界の形式と原理』De mundi sensibilis atque intelligibilis forma et principiis
- 1781年 - 『純粋理性批判』第一版 1. Auflage der Kritik der reinen Vernunft
- 1783年 - 『学として現れるであろうあらゆる将来の形而上学のための序論（プロレゴメナ）』 Prolegomena zu einer jeden künftigen Metaphysik, die als Wissenschaft wird auftreten können
- 1784年 - 『啓蒙とは何か（ドイツ語版）』
- 1784年 - 「世界市民的見地における一般史の構想」Idee zu einer allgemeinen Geschichte in weltbürgerlicher Absicht
- 1785年 - 『人倫の形而上学の基礎づけ（道徳形而上学原論）』Grundlegung zur Metaphysik der Sitten
- 1786年 - 『自然科学の形而上学的原理』
- 1786年 - 『人類史の憶測的起源』Mutmaßlicher Anfang der Menschengeschichte
- 1787年 - 『純粋理性批判』第二版 2. Auflage der Kritik der reinen Vernunft
- 1788年 - 『実践理性批判』 Kritik der praktischen Vernunft
- 1790年 - 『判断力批判』 Kritik der Urteilskraft
- 1791年09月 - 『弁神論の哲学的試みの失敗について』
- 1792年04月 - 「根本悪について」
- 1793年04月 - 『たんなる理性の限界内の宗教（ドイツ語版）』
- 1793年09月 - 「理論と実践に関する俗言について」
- 1794年05月 - 「天候に及ぼす月の影響」
- 1794年06月 - 「万物の終焉」Das Ende aller Dinge
- 1795年 - 『永遠平和のために』 Zum ewigen Frieden. Ein philosophischer Entwurf
- 1797年 - 『人倫の形而上学』 Die Metaphysik der Sitten
- 1798年 - 『諸学部の争い』Der Streit der Fakultäten
- 1798年 - 『実用的見地における人間学』
- 1800年9月 - 『論理学』 Logik
- 1802年 - 『自然地理学』
- 1803年 - 『教育学』 Über Pädagogik
- 1804年 - 「オプス・ポストゥムム」Opus Postumum 遺稿

## 文献案内

### 入門書
- 石川文康『カント入門』筑摩書房〈ちくま新書〉、1995年。ISBN 9784480056290。
- 石川文康『カントはこう考えた-人はなぜ「なぜ」と問うのか』筑摩書房〈ちくま学芸文庫〉、2009年。ISBN 9784480092144。
- 坂部恵、牧野英二、有福孝岳『カント哲学案内-カント全集別巻』岩波書店、2006年。ISBN 9784000923637。
- 坂部恵『カント』講談社〈講談社学術文庫〉、2001年。ISBN 9784061595156。
- 中島義道『カントの読み方』筑摩書房〈ちくま新書〉、2008年。ISBN 9784480064271。
- 牧野英二 編『新・カント読本』法政大学出版局、2018年。ISBN 9784588150890。

### 法哲学・政治哲学
- 網谷壮介『カント政治哲学入門：政治における理念とは何か』白澤社、2018年。ISBN 9784768479698。
- 木原淳『境界と自由 : カント理性法論における主権の成立と政治的なるもの』成文堂、2012年。ISBN 9784792305291。
- 金慧『カントの政治哲学:自律・言論・移行』勁草書房、2017年。ISBN 9784326102648。
- ケアスティング、ヴォルフガング『自由の秩序：カントの法および国家の哲学』ミネルヴァ書房、2013年。ISBN 9784623064366。
- ヘッフェ、オトフリート『政治的正義:法と国家に関する批判哲学の基礎づけ』北尾宏之・平石隆敏・望月俊孝訳、法政大学出版局、1994年。ISBN 4588004476。
- マウス、インゲボルク『啓蒙の民主制理論:カントとのつながりで』浜田義文・牧野英二監訳、法政大学出版局、1999年。ISBN 4588006487。
- 三島淑臣『理性法思想の成立:カント法哲学とその周辺』成文堂、1998年。ISBN 4792302838。